# 稲葉政裕
稲葉 政裕（いなば まさひろ、1960年11月3日 - ）は、大分県玖珠郡玖珠町出身のギタリストである。

## 略歴
生誕から高校卒業までを大分県玖珠郡玖珠町で過ごす。中学生の時、兄の影響を受け音楽活動を始める。
高校卒業後、福岡の福岡美容専門学校に通いながら音楽活動を続ける。福岡で活動していた際はFM福岡でのラジオDJ活動やテレビ西日本で番組MCも務める。
8年間福岡で活動後、1986年頃に活動拠点を東京に移す。吉田拓郎・渡辺美里・平原綾香・山崎まさよし・森高千里・中島美嘉・寺岡呼人らのステージ・サポートやレコーディングに参加。また、小田和正のバックバンドFar East Club Bandのメンバーとして活動。
2016年5月13日にはDo As Infinityのギタリスト大渡亮がリスペクトするミュージシャンに呼びかけるかたちで始まったセッションイベント「GUITAROYAL」に出演。